# あちゃら漬け
あちゃら漬け（阿茶羅漬け、あちゃらづけ）は、福岡県福岡市（博多）の郷土料理。唐辛子を入れた甘酢に野菜などを漬け込んだ料理である。

## 概要
季節の野菜を刻み、赤唐辛子を加えた酢の物である。甘酢の甘みと酸味に加え、唐辛子の辛味がアクセントとなっている。冷蔵庫が家庭に普及する以前から、夏場、特に人が集まるお盆の時期の日持ちする料理としてよく食べられてきた郷土料理である。
野菜以外にも、昆布、キクラゲ、一度凍らせたコンニャクなど、地域や家庭によってさまざまな具材が使用されるが、使用される具材の数は奇数と決まっている。

## 名称の由来
ポルトガル語で野菜や果物の漬物を意味する「ポルトガル語: achar（）」が語源とされる。このポルトガル語を語源とし、日本以外のアジア諸国でも「チャーレ」「オチョール」「アチャール」など似た発音で「漬物」を指す言葉が存在する。
博多湾は古くから貿易の拠点として栄えており、安土桃山時代から江戸時代初期にかけておこなわれた南蛮貿易により
ありゃら漬けは伝わったといわれる。あちゃら漬けに欠かせない赤唐辛子の日本への伝来も同じ時代とされる。
上記のポルトガル由来説以外にも、「南蛮風の漬物」を日本にとって外国である「あちら」の意味から名付けられたする説、インドネシア語が由来とする説もある。